# Північний Серам
Північний Сера́м (індонез. Seram Utara) — один з 14 районів округу Центральне Малуку провінції Малуку у складі Індонезії. Розташований у центральній частині острова Серам. Адміністративний центр — село Вахаї.

## Адміністративний поділ
До складу району входять 32 села:
| Населений пункт    | Населення, осіб (2010) |
| ------------------ | ---------------------- |
| Аїр-Бесар, село    | 773                    |
| Акетернате, село   | 1321                   |
| Ваїасіх, село      | 594                    |
| Ваїлопінг, село    | 2088                   |
| Ваїмусал, село     | 478                    |
| Ваїмусі, село      | 1290                   |
| Ваїпутіх, село     | 909                    |
| Ваїтіла, село      | 914                    |
| Ваїтоніпа, село    | 662                    |
| Вахаї, село        | 5315                   |
| Калоа, село        | 279                    |
| Канікех, село      | 155                    |
| Кобі, село         | 1045                   |
| Кобі-Мукті, село   | 1033                   |
| Кобісонта, село    | 3010                   |
| Леаваї, село       | 570                    |
| Малаку, село       | 1328                   |
| Манео-Рендах, село | 988                    |
| Манусела, село     | 2203                   |
| Марасахуа, село    | 369                    |
| Морокай, село      | 1240                   |
| Намто, село        | 461                    |
| Пасахарі, село     | 1394                   |
| Рохо, село         | 384                    |
| Румах-Сокат, село  | 496                    |
| Саваї, село        | 3386                   |
| Самал, село        | 980                    |
| Саріпутіх, село    | 1311                   |
| Сеті, село         | 2218                   |
| Танах-Мерах, село  | 1036                   |
| Тіхуана, село      | 719                    |
| Хуаулу, село       | 300                    |